# Ronde van Portugal 2020
De 82e editie van de wielerwedstrijd Ronde van Portugal werd verreden van 27 september tot en met 5 oktober 2020 met de start in Fafe en de finish in Lissabon. De ronde maakte deel uit van de UCI Europe Tour 2020, in de categorie 2.1. De wedstrijd werd in 2019 gewonnen door de Portugees João Rodrigues die op de erelijst werd opgevolgd door zijn landgenoot Amaro Antunes.

## Deelname
Er nemen vijf UCI ProTeams en negen continentale teams deel.
| ProTeam                                                                              | Continentaal                                                                        | Continentaal                                                                                  |
| ------------------------------------------------------------------------------------ | ----------------------------------------------------------------------------------- | --------------------------------------------------------------------------------------------- |
| Burgos-BH Caja Rural-Seguros RGA NIPPO DELKO One Provence Rally Cycling Arkéa-Samsic | W52-FC Porto Atum general-Tavira-Maria Nova Hotel Aviludo-Louletano Efapel Feirense | Kelly-InOutBuild-UD Oliveirense LA Alumínios-LA Sport Miranda–Mortágua Radio Popular Boavista |

## Etappe-overzicht
| etappe  | datum        | start                | finish                   | type                | afstand | winnaar              | klassementsleider    |
| ------- | ------------ | -------------------- | ------------------------ | ------------------- | ------- | -------------------- | -------------------- |
| proloog | 27 september | Fafe                 | Fafe                     | Individuele tijdrit | 7 km    | Gustavo César Veloso | Gustavo César Veloso |
| 1e      | 28 september | Montalegre           | Viana do Castelo         | Heuvelrit           | 180 km  | Luis Gomes           | Gustavo César Veloso |
| 2e      | 29 september | Paredes              | Alto da Senhora da Graça | Bergrit             | 167 km  | Amaro Antunes        | Amaro Antunes        |
| 3e      | 30 september | Várzea               | Viseu                    | Heuvelrit           | 172 km  | Oier Lazkano         | Amaro Antunes        |
| 4e      | 1 oktober    | Guarda               | Torre                    | Bergrit             | 148 km  | Joni Brandão         | Amaro Antunes        |
| 5e      | 2 oktober    | Oliveira do Hospital | Águeda                   | Heuvelrit           | 176 km  | Daniel McLay         | Amaro Antunes        |
| 6e      | 3 oktober    | Caldas da Rainha     | Torres Vedras            | Vlakke rit          | 155 km  | Daniel McLay         | Amaro Antunes        |
| 7e      | 4 oktober    | Loures               | Setúbal                  | Heuvelrit           | 161 km  | Antonio Carvalho     | Amaro Antunes        |
| 8e      | 5 oktober    | Lissabon             | Lissabon                 | Individuele tijdrit | 17,7 km | Gustavo César Veloso | Amaro Antunes        |

## Eindklassementen
| Plaats    | Naam                 | Ploeg                                | Tijd       |
| --------- | -------------------- | ------------------------------------ | ---------- |
| Gele trui | Amaro Antunes        | W52-FC Porto                         | 29u28'57"  |
| 2         | Gustavo César Veloso | W52-FC Porto                         | + 42"      |
| 3         | Frederico Figueiredo | Atum general-Tavira-Maria Nova Hotel | + 52"      |
| 4         | Joni Brandão         | Efapel                               | + 1'23"    |
| 5         | João Benta           | Radio Popular Boavista               | + 1'50"    |
| 6         | Antonio Carvalho     | Efapel                               | + 1'52"    |
| 7         | João Rodrigues       | W52-FC Porto                         | + 2'00"    |
| 8         | Alejandro Marque     | Atum general-Tavira-Maria Nova Hotel | + 2'11"    |
| 9         | Cristian Rodríguez   | Caja Rural-Seguros RGA               | + 3'16"    |
| 10        | Delio Fernández      | NIPPO DELKO One Provence             | + 3'19"    |
|           |                      |                                      |            |
| 67        | Christophe Noppe     | Arkéa-Samsic                         | + 1u20'57" |
| 80        | Bram Welten          | Arkéa-Samsic                         | + 1u33'35" |

| Plaats      | Naam            | Ploeg                           | Punten |
| ----------- | --------------- | ------------------------------- | ------ |
| Groene trui | Luis Gomes      | Kelly-InOutBuild-UD Oliveirense | 149    |
| 2           | Daniel McLay    | Arkéa-Samsic                    | 112    |
| 3           | Leangel Linarez | Miranda–Mortágua                | 88     |

| Plaats      | Naam                 | Ploeg                                | Punten |
| ----------- | -------------------- | ------------------------------------ | ------ |
| Blauwe trui | Hugo Nunes           | Radio Popular Boavista               | 55     |
| 2           | Amaro Antunes        | W52-FC Porto                         | 31     |
| 3           | Frederico Figueiredo | Atum general-Tavira-Maria Nova Hotel | 30     |

| Plaats     | Naam               | Ploeg                           | tijd      |
| ---------- | ------------------ | ------------------------------- | --------- |
| Witte trui | Simon Carr         | NIPPO DELKO One Provence        | 29u38'25" |
| 2          | Matis Louvel       | Arkéa-Samsic                    | + 11'08"  |
| 3          | Pedro Miguel Lopes | Kelly-InOutBuild-UD Oliveirense | + 15'52"  |

| Plaats | Ploeg                  | Tijd      |
| ------ | ---------------------- | --------- |
|        | W52-FC Porto           | 88u28'57" |
| 2      | Radio Popular Boavista | + 9'54"   |
| 3      | Efapel                 | + 11'47"  |

## Klassementenverloop
| Etappe       | Winnaar              | Algemeen klassement · | Puntenklassement ·   | Bergklassement · | Jongerenklassement · | Ploegenklassement · |
| ------------ | -------------------- | --------------------- | -------------------- | ---------------- | -------------------- | ------------------- |
| Proloog      | Gustavo César Veloso | Gustavo César Veloso  | Gustavo César Veloso | NVT              | Carlos Canal         | W52-FC Porto        |
| 1            | Luis Gomes           | Gustavo César Veloso  | Daniel Mestre        | Luis Gomes       | Carlos Canal         | W52-FC Porto        |
| 2            | Amaro Antunes        | Amaro Antunes         | Amaro Antunes        | Hugo Nunes       | Simon Carr           | W52-FC Porto        |
| 3            | Oier Lazkano         | Amaro Antunes         | Luis Gomes           | Hugo Nunes       | Simon Carr           | W52-FC Porto        |
| 4            | Joni Brandão         | Amaro Antunes         | Luis Gomes           | Hugo Nunes       | Simon Carr           | W52-FC Porto        |
| 5            | Daniel McLay         | Amaro Antunes         | Luis Gomes           | Hugo Nunes       | Simon Carr           | W52-FC Porto        |
| 6            | Daniel McLay         | Amaro Antunes         | Daniel McLay         | Hugo Nunes       | Simon Carr           | W52-FC Porto        |
| 7            | Antonio Carvalho     | Amaro Antunes         | Luis Gomes           | Hugo Nunes       | Simon Carr           | W52-FC Porto        |
| 8            | Gustavo César Veloso | Amaro Antunes         | Luis Gomes           | Hugo Nunes       | Simon Carr           | W52-FC Porto        |
| 0Eindstanden | 0Eindstanden         | Amaro Antunes         | Luis Gomes           | Hugo Nunes       | Simon Carr           | W52-FC Porto        |

Mannen: 1927 · 
1928–1930 · 
1931 · 
1932 · 
1933 · 
1934 · 
1935 · 
1936–1937 · 
1938 · 
1939 · 
1940 · 
1941 · 
1942–1945 · 
1946 · 
1947 · 
1948 · 
1949 · 
1950 · 
1951 · 
1952 · 
1953 · 
1954 · 
1955 · 
1956 · 
1957 · 
1958 · 
1959 · 
1960 · 
1961 · 
1962 · 
1963 · 
1964 · 
1965 · 
1966 · 
1967 · 
1968 · 
1969 · 
1970 · 
1971 · 
1972 · 
1973 · 
1974 · 
1975 · 
1976 · 
1977 · 
1978 · 
1979 · 
1980 · 
1981 · 
1982 · 
1983 · 
1984 · 
1985 · 
1986 · 
1987 · 
1988 · 
1989 · 
1990 · 
1991 · 
1992 · 
1993 · 
1994 · 
1995 · 
1996 · 
1997 · 
1998 · 
1999 · 
2000 · 
2001 · 
2002 · 
2003 · 
2004 · 
2005 · 
2006 · 
2007 · 
2008 · 
2009 · 
2010 · 
2011 · 
2012 · 
2013 · 
2014 · 
2015 · 
2016 · 
2017 ·
2018 · 
2019 · 
2020 ·
2021 ·
2022 ·
2023 · 2024 · 2025
Vrouwen: 2021 · 2022 · 2023 · 2024 · 2025